# Antonio Amar y Borbón

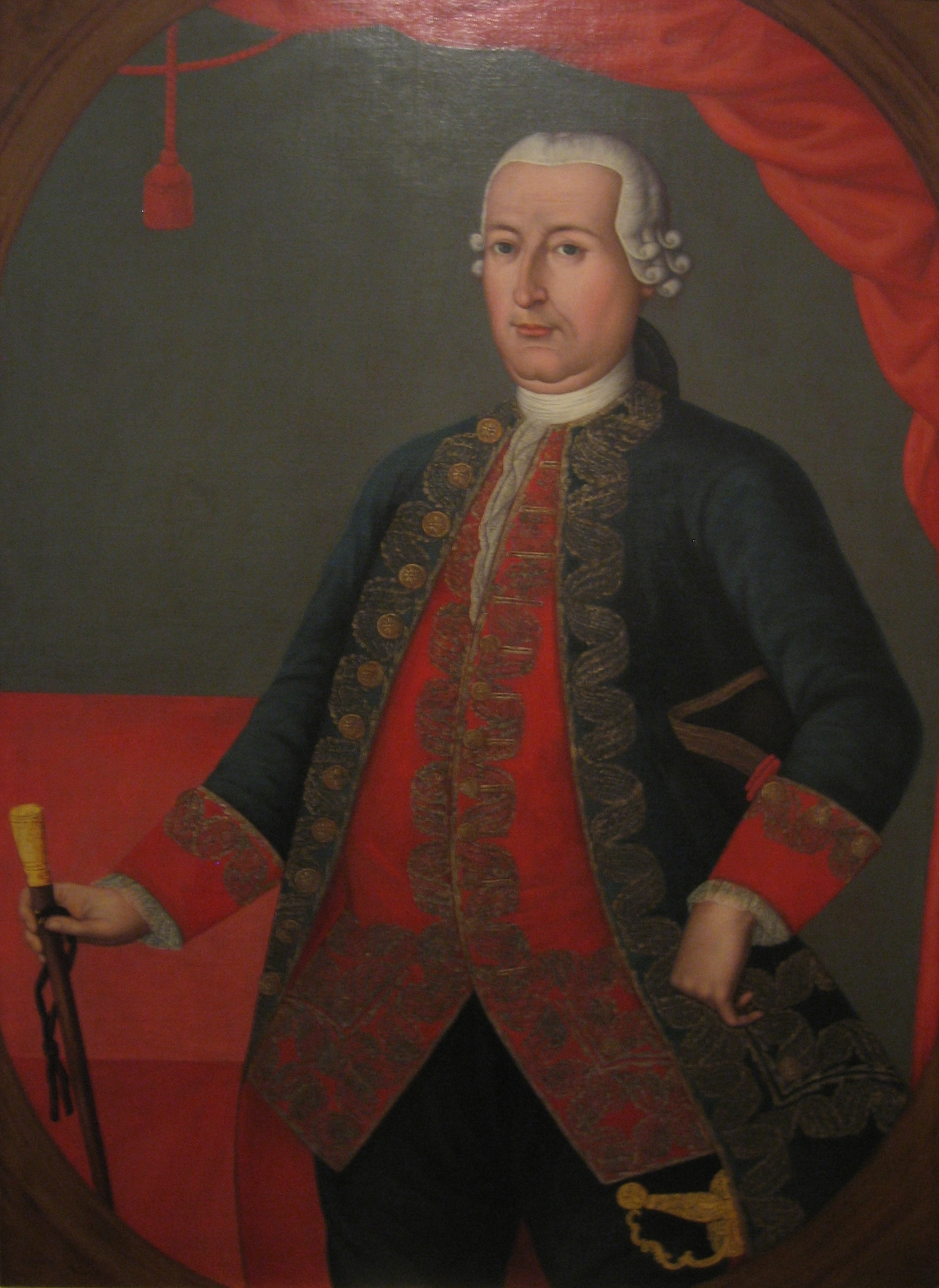
Antonio Amar y Borbón

Antonio José Amar y Borbón (* 1742 in Saragossa, Spanien; † 1826 ebenda) war ein spanischer Offizier und Kolonialverwalter, der als Vizekönig von Neugranada amtierte.

## Leben

### Herkunft und Militärkarriere
Amar y Borbón entstammte eine adligen Familie. Er durchlief die militärische Laufbahn des spanischen Heeres vom Kadetten bis zum Brigadegeneral. Verheiratet war er mit Francisca Villanova. Ab 1770 war er Ritter im Orden von Santiago, er trug das Großkreuz vom Orden Karls III. und vom Orden des heiligen Hermenegild. Er nahm an der Belagerung von Gibraltar (1779–1783) teil und kämpfte auf Seiten der Spanier im Koalitionskrieg der europäischen Mächte gegen das revolutionäre Frankreich. 1802 wurde er zum Generalleutnant befördert.

### Amtszeit als Vizekönig von Neugranada bis 1808
Ebenfalls 1802 ernannte ihn der Hof zum Vizekönig von Neugranada. Er erreichte Bogotá 1803 und übernahm die Amtsgeschäfte von seinem Vorgänger Pedro Mendinueta y Múzquiz. Mit seiner Amtszeit begann die Impfung gegen Pocken, die sein Vorgänger initiiert hatte.

### Amtszeit ab 1808
Mit dem Beginn der napoleonischen Kriege und der Gefangennahme von König Ferdinand VII. in Frankreich stellten die Kreolen zunehmend die Rechtmäßigkeit der betrauten Vizekönige und Gouverneure in Frage. Amar übertrug die faktische Regierungsverantwortung in die Hände von Juan José Llorente, den die Junta Suprema Central aus Sevilla nach Amerika entsandt hatte, um sicherzustellen, dass die spanischen Kolonien der spanischen Krone treu blieben und nicht ins napoleonische Lager überliefen.
Als 1809 in Quito die Unabhängigkeitsbewegung die Loslösung vom spanischen Mutterland verkündete, entsandte er Truppen, um die Revolution niederzuschlagen. Im Juli 1810 trat auch in Bogotá eine Bürgerversammlung (cabildo abierto) zusammen, welche die Errichtung einer Junta unter Führung des Vizekönigs beschloss. Diese Wahl fand aber keine Zustimmung in der Stadt, José Miguel Pey übernahm stattdessen den Vorsitz, und Vizekönig Amar wurde mit seiner Frau gefangen genommen.
Am 1. August 1810 gelangte der Befehl der Suprema Junta von Sevilla nach Bogotá, dass Amar das Amt des Vizekönigs an Francisco Javier Venegas übergeben sollte.

### Rückkehr nach Europa
Amar wurde nach Cartagena (Kolumbien) gebracht und von dort über Havanna nach Spanien. Da die Revolutionäre seine Besitztümer in Beschlag genommen hatten, erreichte er Europa mittellos. Unter schwierigen Umständen gelangte er in seine Heimatstadt Zaragoza. 1820 wurde er zum Staatsrat ehrenhalber ernannt. 1824 musste er sich vor Gericht rechtfertigen, die Konstitutionalisten im Trienio Liberal unterstützt zu haben. Er wurde freigesprochen. Zwei Jahre später starb er.